# Антверпенський трамвай
Антверпенський трамвай (нід. Antwerpse tram) — один з видів громадського транспорту у бельгійському місті Антверпені, що був започаткований 25 травня 1873 року. Трамвайна мережа експлуатується організацією-фламандським оператором громадського транспорту De Lijn.
Ширина колії антверпенського трамвая — 1000 мм, напруга контактної мережі — 600 вольт.

## Історія

### Конка і омнібус
Попередником електричного трамвая в Антверпені був кінний трамвай (конка). Перший запит на право організації в місті «Американського трамвая» (фр. Tramway Américain), як тоді називали кінний трамвай, був спрямований міському уряду підприємцями Ed. Paujaurd'hui та A. Edvard ще 27 червня 1865 року, однак лише через 6 років (14 березня 1871 року) міська рада дозволила будівництво трамвая. Першу лінію антверпенської конки відкрито 25 травня 1873 року. Вона сполучила церкву в районі Бергем і вулицю Меїр в центрі міста.
Через 10 років у місті діяло вже 10 ліній конки. Також був один омнібусний маршрут. Громадський транспорт Антверпена експлуатувався 9-ма різними приватними компаніями. Одна експлуатувала омнібус, решта 8 — різні маршрути конки.
28 вересня 1895 року у Бельгії було засновано акціонерне товариство Société Anonyme Compagnie Mutuelle de Tramways (стисло Mutuelle), метою якого був розвиток трамваїв і легких залізниць у Бельгії та за кордоном. У 1897 році Mutuelle почало переговори з антверпенськими компаніями, що експлуатували конку, про об'єднання в єдине транспортне підприємство. Фактичний процес об'єднання розпочався 1 січня 1899 року, коли до складу Mutuelle увійшли 2 маршрути, що належали раніше компаніям Tramways Maritimes Tramways і Suburbains d'Anvers. 24 квітня 1899 року Mutuelle заснувало дочірню компанію Compagnie Générale des Tramways d'Anvers (CGTA), метою якої була експлуатація конки і омнібуса Антверпена з наступною електрифікацією. У 1899 році CGTA продовжувала переговори про об'єднання з приватними компаніями. У результаті до 1 січня 1900 року всі приватні компанії, що експлуатували конку (а також єдина омнібусна) увійшли до складу CGTA разом з усім своїм майном.
Єдиною лінією трамвая, що не увійшла до складу CGTA, була приміська лінія «Антверпен Варкенсмаркт — Меркс». Ще 9 серпня 1887 року її було передано Національному товариству місцевих залізниць (NMVB), яке експлуатувало міжміські та приміські трамваї по всій Бельгії.
Таким чином, CGTA стала власником таких активів: 44,194 км трамвайних ліній, 132 відкритих та 136 закритих вагонів конки, 26 омнібусів (як відкритих, так і закритих) та 663 коня.

### Електрифікація
Дозвіл на роботи з електрифікації було отримано CGTA 12 березня 1902, тобто за півроку після подачі запиту (22 листопада 1901 року). Паралельно з електрифікацією планувалася перешивання ліній з 1435 мм на 1000 мм.
Роботи почалися на омнібусному маршруті «Drakplaats - Grote Markt» (нині — маршрут № 11). Фактично цю першу лінію електричного трамвая будували з нуля, оскільки омнібуси були не рейковими, а дорожніми транспортними засобами. Отже, ніякої рейкової інфраструктури до початку будівництва лінії електричного трамвая на трасі не було.
До 6 травня 1902 року вздовж відтінку траси колишнього омнібусного маршруту від Drakplaats до Nieuwstraat були прокладені рейки. Після цього почалися роботи з перешивання і електрифікації кінних ліній на кільці бульварів (Leien). На час робіт вивільнені омнібуси замінили вагони конки, одночасно на колишній омнібусній лінії, яка поки що не була електрифікована, почали працювати вагони конки, що раніше ходили по бульварах. 9 липня 1902 року почався рух конки дільницею колишнього омнібусного маршруту від Nieuwstraat до Grote Markt.
Перша опора контактної мережі була встановлена 10 червня 1902 року на бульварі Kunstlei (нині Frankrijklei), на розі вулиці De Keyserlei Gemeenteplaats (Fr. Rooseveltplaats). 13 серпня контактна мережа була підключена до тимчасової електростанції, яку обладнали в депо на Boudewijnstraat. Незабаром почалися пробні поїздки електричних трамваїв. Поки ж (з 12 червня) на перешиту трасу на бульварах ненадовго повернулася конка.
Нормальна експлуатація електричного трамвая в Антверпені стартувала 2 вересня 1902 року. Спочатку дільницею курсували як електричні трамваї, так і вагони конки. Але вже за тиждень конка назавжди покинула антверпенські бульвари.

### Сучасний стан

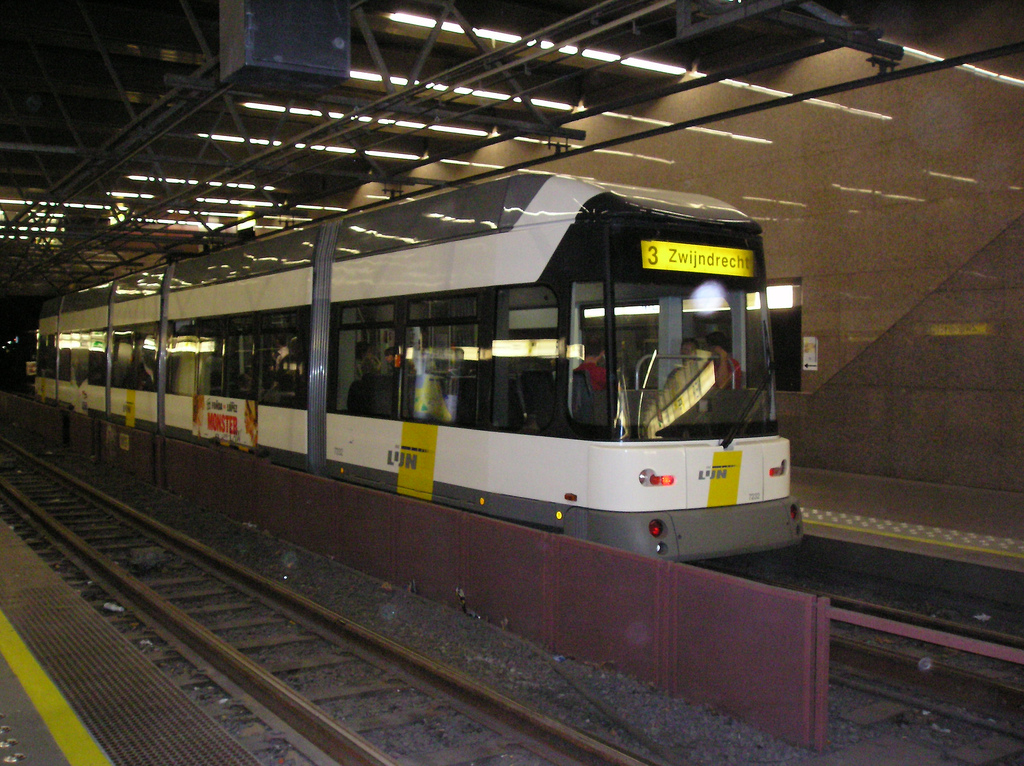
Трамвай (HermeLijn) № 3 на підземній станції

На 2000-і рр. мережа антверпенського трамвая має дистанції, що мають різний характер — від вуличних трас на суміщеному полотні до підземних тунелів, що мало відрізняються від метрополітену. Таку мережу підземних ліній в Антверпені, як і в Бельгії в цілому, заведено називати «пре-метро». 
Першу чергу підземного трамвая відкрито 25 березня 1975 року (між станціями Groenplaats і Diamant, завдовжки 1,3 км).
Станом на 2009 рік в Антверпені 12 чинних трамвайних ліній.

## Маршрути (2009)
| лінія | маршрут                                                  | довжина, км | тривалість рейсу, хв.* | середня швидкість, км/г* | Пасажири, млн осіб (2000)* | Пасажири, млн осіб (2005)* |
| ----- | -------------------------------------------------------- | ----------- | ---------------------- | ------------------------ | -------------------------- | -------------------------- |
| 2     | Linkeroever (Parkeer en Reis) – Hoboken (Kioskplaats)    | 12,4        | 38                     | 20                       | 6,07                       | 10,27                      |
| 3     | Zwijndrecht (Melsele Krijgsbaan) – Merksem (Keizershoek) | 14,5        | 40                     | 22                       | 4,59                       | 23,9                       |
| 4     | Sint Pietersvliet – Hoboken (Kioskplaats)                | 7,6         | 31                     | 15                       | 2,23                       | 3,89                       |
| 5     | Deurne (Wim Saerensplein) – Linkeroever (P&R)            | 10          | 25                     | 24                       | немає даних                | немає даних                |
| 6     | Metropolis – Olympiade                                   | 9,7         | 35                     | 17                       | немає даних                | немає даних                |
| 7     | Sint Pietersvliet – Mortsel (Gemeenteplein)              | 7,7         | 28                     | 17                       | 2,56                       | 4,3                        |
| 8     | Bolivarplaats – Deurne (Silsburg)                        | 7,6         | 31                     | 15                       | 3,01                       | 5,89                       |
| 10    | Melkmarkt – Deurne (Schotensteenweg)                     | 5,7         | 24                     | 14                       | 2,78                       | 4,32                       |
| 11    | Melkmarkt – Deurne (Eksterlaar)                          | 6,1         | 27                     | 14                       | 2,74                       | 4,25                       |
| 12    | Sportpaleis – Bolivarplaats                              | 5,8         | 26                     | 13                       | 4,71                       | 7,79                       |
| 15    | Linkeroever (P&R) – Mortsel (Gemeenteplein)              | 11          | 33                     | 20                       | 5,39                       | 9,68                       |
| 24    | Hoboken (Schoonselhof) – Deurne (Silsburg)               | 12          | 50                     | 15                       | 3,52                       | 5,53                       |

* Тривалість поїздки і середня швидкість подається згідно з графіком. Кількість пасажирів, згідно з даними міста Антверпен.

## Рухомий склад
У серпні 2012 року De Lijn замовив парк трамваїв Bombardier Flexity 2, серед них 28 для Антверпена. 
Вони замінять багато старих трамваїв серії PCC і врешті-решт замінять трамваї HermeLijn, що переведуть на інші маршрути.

Вагони PCC регулярно використовуються парами. 
6 листопада 2017 року De Lijn розпочав випробування так званих 'мега-трамваїв', що складаються з двох Hermelijnen, з'єднаних разом, на маршруті 3. 
В результаті поїзди мають довжину 61 метр і можуть перевозити 500 пасажирів.

## Дивись також
- Антверпенський метротрам